# Liste der Monuments historiques in Crépey
Die Liste der Monuments historiques in Crépey führt die Monuments historiques in der französischen Gemeinde Crépey auf.

## Liste der Objekte
| Bezeichnung                     | Beschreibung | Standort                                   | Kennzeichnung | Schutzstatus | Datum | Bild |
| ------------------------------- | --- | ------------------------------------------ | ------------- | ------------ | ----- | ---- |
| Beichtstuhl                     | Holz, 18. Jahrhundert                                                                                               | in der Kirche Nativité-de-la-Vierge (Lage) | PM54001489    | Inscrit      | 2002  |      |
| Kanzel                          | Holz, 18. Jahrhundert                                                                                               | in der Kirche Nativité-de-la-Vierge (Lage) | PM54001487    | Inscrit      | 2002  |      |
| Wandvertäfelung und Chorgestühl | Holz, Ende des 18. Jahrhunderts                                                                                     | in der Kirche Nativité-de-la-Vierge (Lage) | PM54001486    | Inscrit      | 2002  |      |
| Zwei Seitenaltäre               | jeweils Altartisch und Retabel sowie eine Bischofsskulptur; Holz und Stein, farbig gefasst, 18. und 19. Jahrhundert | in der Kirche Nativité-de-la-Vierge (Lage) | PM54001488    | Inscrit      | 2002  |      |